# Галацер, Абрам Наумович
Абрам Наумович Галацер (псевдоним — Черницкий; 27 сентября 1872 года, Витебск, Российская Империя — 9 апреля 1938 года, Ленинград, СССР) — российский и советский журналист и краевед.

## Биография
- Абрам Наумович Галацер родился 27 сентября 1872 года в Витебске; закончил техническое железнодорожное училище, работал в страховой компании.
- В 1892 году зачислен в российскую армию, проходил службу в Ревеле.
- В 1896 году начинает журналистскую деятельность, переезжает в Петербург, затем, в 1901 году, в Псков, где в 1904 вступает в партию эсеров.
- В 1908 году выходит из партии, затем переезжает в Ригу, где вновь вступает в ряды эсеров в 1917.
- В январе 1918 года окончательно выходит из партии и переселяется в Псков, где занимается журналистской и краеведческой деятельностью, регулярно публикуясь в газете «Псковский Набат» под псевдонимом «Черницкий», а также в «Известиях Псковского губкома РКП(б)»[1].
- В 1932 году возглавил специальную комиссию по исследованию и восстановлению истории псковского завода «Металлист»[2].
- В 1934 году назначен директором Псковского драматического театра им. А. С. Пушкина и практически прекращает свою журналистскую деятельность.
- В 1935 году исключён из ВКП(б) как «бывший активный правый эсер», восстановлен в 1937.
- 26 февраля 1938 года вновь арестован НКВД, как участник никогда не существовавшей «контрреволюционной эсеровско-повстанческой группы»; 28 марта 1938 исключён из рядов ВКП(б).
- Решением Особой «тройки» УНКВД Ленинградской области приговорён к высшей мере наказания и 9 апреля 1938 года расстрелян; похоронен в Ленинграде[3].
- 2 июня 1958 года реабилитирован.
- 28 февраля 1989 года посмертно восстановлен в рядах КПСС.

## Основные статьи[4]
- Ильич в Пскове // Псковский Набат. — 1924. — 24 янв.
- Из прошлого Пскова // Псковский Набат. — 1924. — 31 мая.
- В борьбе за Красный Псков // Псковский Набат. — 1924. — 24 авг.
- Псковщина под кайзеровской пятой (25 ноября 1918 — 25 ноября 1925) // Псковский Набат. — 1925. — 15 нояб.
- Из прошлого царской школы (по архивным материалам) // Псковский Набат. — 1927. — 16 окт.
- Лорды — хозяева Балаховича (исторический материал) // Псковский Набат. — 1929. — 27 авг
- 20 февраля 1905 года (памятные даты) // Псковский Колхозник. — 1935. — 22 февр.